# Euphorbia hexagona
Euphorbia hexagona är en törelväxtart som beskrevs av Thomas Nuttall och Spreng.. Euphorbia hexagona ingår i släktet törlar, och familjen törelväxter. Inga underarter finns listade i Catalogue of Life.